# Fuyuko Tachizaki
Fuyuko Tachizaki, nata Suzuki (立崎芙由子?, Tachizaki Fuyuko; Kitaakita, 13 gennaio 1989), è un'ex biatleta giapponese.
In seguito al matrimonio con Mikito Tachizaki, a sua volta biatleta, dalla stagione 2016-2017 ha assunto il cognome del marito.

## Biografia

### Stagioni 2009-2017
Fuyuko Tachizaki, residente a Sapporo e attiva dalla stagione 2008-2009, ha esordito in Coppa del Mondo il 9 gennaio 2009 a Oberhof in sprint (45ª), ai Campionati mondiali a Pyeongchang 2009, dove si è classificata 87ª nell'individuale, 95ª nella sprint, 16ª nella staffetta e 20ª nella staffetta mista, e ai Giochi olimpici invernali a Vancouver 2010, dove si è piazzata 52ª nell'individuale, 43ª nella sprint e 53ª nell'inseguimento; ai Mondiali di Chanty-Mansijsk 2011 è stata 77ª nell'individuale, 40ª nella sprint, 17ª nella staffetta, 20ª nella staffetta mista e non ha completato l'inseguimento, a quelli di Ruhpolding 2012 18ª nell'individuale, 24ª nella sprint, 35ª nell'inseguimento, 21ª nella partenza in linea, 15ª nella staffetta e 17ª nella staffetta mista e a quelli di Nové Město na Moravě 2013 71ª nell'individuale, 41ª nella sprint, 58ª nell'inseguimento, 22ª nella staffetta e 21ª nella staffetta mista.
Ai XXII Giochi olimpici invernali di Soči 2014 si è classificata 51ª nell'individuale, 38ª nella sprint, 31ª nell'inseguimento e 12ª nella staffetta; ai Mondiali di Kontiolahti 2015 si è piazzata 33ª nell'individuale, 22ª nella sprint, 23ª nell'inseguimento, 17ª nella partenza in linea, 19ª nella staffetta e 21ª nella staffetta mista, a quelli di Oslo 2016 21ª nell'individuale, 47ª nella sprint, 44ª nell'inseguimento, 19ª nella staffetta e 19ª nella staffetta mista e a quelli di Hochfilzen 2017 49ª nell'individuale, 74ª nella sprint, 20ª nella staffetta e 15ª nella staffetta mista.

### Stagioni 2018-2023
Ai XXIII Giochi olimpici invernali di Pyeongchang 2018 è giunta 76ª nell'individuale, 42ª nella sprint, 56ª nella inseguimento e 17ª nella staffetta; il 18 marzo dello stesso anno ha conquistato il suo miglior risultato in Coppa del Mondo, arrivando 4ª nell'inseguimento di Oslo Holmenkollen. Ai Mondiali di Östersund 2019 è stata 34ª nell'individuale, 39ª nella sprint, 26ª nell'inseguimento, 19ª nella staffetta, 15ª nella staffetta mista e 17ª nella staffetta mista individuale, a quelli di Anterselva 2020 34ª nell'individuale, 77ª nella sprint, 21ª nella staffetta, 20ª nella staffetta mista e 13ª nella staffetta mista individuale e a quelli di Pokljuka 2021 61ª nell'individuale, 59ª nella sprint, 56ª nell'inseguimento, 15ª nella staffetta, 20ª nella staffetta mista e 18ª nella staffetta mista individuale.

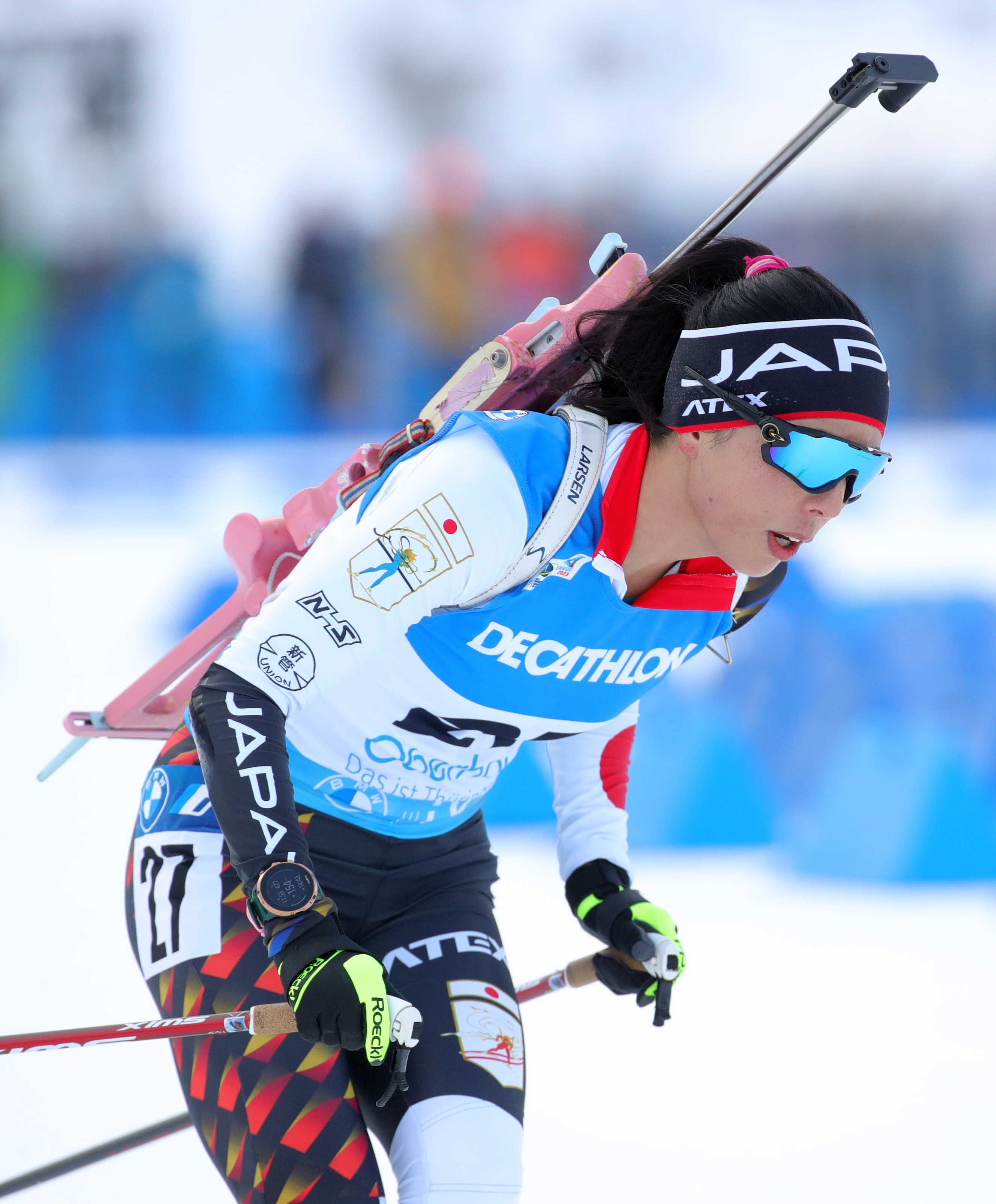
Fuyuko Tachizaki in gara ai Mondiali di Oberhof 2023

Ai XXIV Giochi olimpici invernali di Pechino 2022, sua ultima presenza olimpica, è giunta 27ª nell'individuale, 39ª nella sprint, 42ª nell'inseguimento, 17ª nella staffetta e 18ª nella staffetta mista; ai Mondiali di Oberhof 2023, suo congedo iridato, si è classificata 23ª nell'individuale, 68ª nella sprint, 16ª nella staffetta, 19ª nella staffetta mista e 22ª nella staffetta mista individuale. Si è ritirata al termine di quella stessa stagione 2022-2023 e la sua ultima gara in carriera è stata la sprint di Coppa del Mondo disputata il 18 marzo 2023 a Oslo Holmenkollen, chiusa dalla Tachizaki al 55º posto.

## Palmarès

### Giochi asiatici
- 4 medaglie[1]:
  - 1 argento (individuale ad Almaty 2011)
  - 3 bronzi (staffetta ad Almaty 2011; sprint, staffetta mista Sapporo 2017)

### Coppa del Mondo
- Miglior piazzamento in classifica generale: 33ª nel 2016 e nel 2018